# Impecable

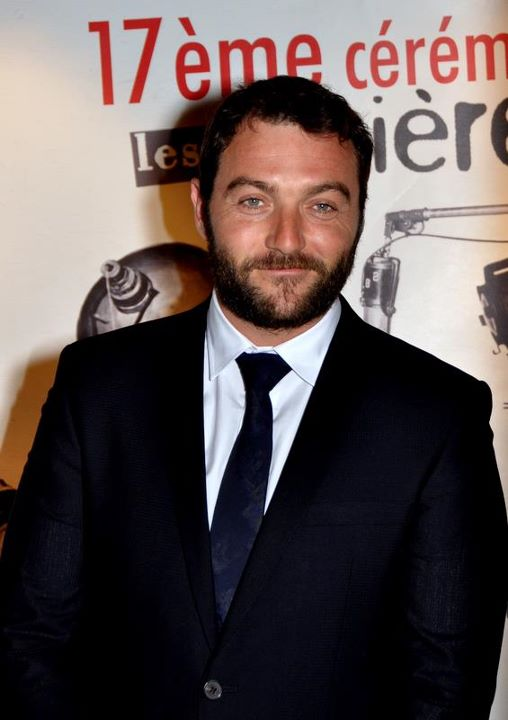
Denis Ménochet en la ceremonia de los Prix Lumières

Spotless (en español: "Impecable"), es una serie dramática estrenada el 16 de marzo de 2015 por medio de la cadena Movistar+. Canal +.
La serie ha contado con la participación invitada de actores como Vincent Riotta, Adrian Schiller, Philip Arditti, David Avery, Tolga Safer, Andrew Whipp, Andrew Havill, entre otros...
En abril del 2016 se anunció que la cadena "Esquire Network" había renovado la serie para una segunda temporada.

## Historia
Situado en Londres, la serie se centra en el limpiador de escenas del crimen: Jean Bastiere, un joven cuya vida ordenada y tranquila cambia drásticamente cuando su hermano Martin Bastiere regresa a su vida y lo arrastra al mundo del crimen organizado, juntos deben luchar contra los pecados de sus pasados así como los del presente para poder sobrevivir.
Ambos hermanos son muy diferentes: Jean, es un inmigrante francés conservador y exitoso que vive en Londres, mientras que Martin, es un vagabundo visceral y libidinoso. Sus vidas fueron marcadas para siempre por una muerte violenta en La Vendée hace casi 20 años.

## Personajes

### Personajes principales
| Actor              | Personaje            | Ocupación                       | No. de Episodios | Duración        |
| ------------------ | -------------------- | ------------------------------- | ---------------- | --------------- |
| Marc-André Grondin | Jean Bastière        | Limpiador de Escenas del Crimen | 10               | 2015 - presente |
| Denis Ménochet     | Martin Bastière      | -                               | 10               | 2015 - presente |
| Miranda Raison     | Julie Greer-Bastière | -                               | 10               | 2015 - presente |
| Brendan Coyle      | Nelson Clay          | Gánster                         | 10               | 2015 - presente |

### Personajes recurrentes
| Actor               | Personaje                  | Ocupación | N.º de episodios | Duración        |
| ------------------- | -------------------------- | --------- | ---------------- | --------------- |
| Liam Garrigan       | Victor Clay                | -         | 10               | 2015 - presente |
| Doug Allen          | Joey Samson                | -         | 10               | 2015 - presente |
| Ciarán Owens        | Frank McElroy              | -         | 10               | 2015 - presente |
| Jemma Donovan       | Maddy Bastière             | -         | 10               | 2015 - presente |
| Niall Hayes         | Olivier Bastière           | -         | 10               | 2015 - presente |
| Lucy Akhurst        | Nina Johnson               | -         | 10               | 2015 - presente |
| Kate Magowan        | Sonny Clay                 | -         | 10               | 2015 - presente |
| Tanya Fear          | Claire Wiseman             | -         | 10               | 2015 - presente |
| Naomi Radcliffe     | Maureen Devine             | -         | 10               | 2015 - presente |
| James Clack         | Martin Bastière (de joven) | -         | 9                | 2015 - presente |
| Izabella Urbanowicz | Rosie Demarczyk            | -         | 8                | 2015 - presente |
| Jake Curran         | Padraig Pearse O'Leary     | -         | 8                | 2015 - presente |
| Nathaniel Spender   | Jean Bastière (de joven)   | -         | 7                | 2015 - presente |
| Francis Renaud      | Capoue                     | -         | 7                | 2015 - presente |
| Héléna Soubeyrand   | Clothilde                  | -         | 7                | 2015 - presente |
| Maxime Lefrançois   | Romain                     | -         | 5                | 2015 - presente |
| Damien Taranto      | Nico                       | -         | 5                | 2015 - presente |
| Sam Mackay          | Denny                      | -         | 5                | 2015 - presente |

## Episodios
La primera temporada de la serie contó con 10 episodios.

## Producción
La serie es producida por Hugh Warren (Call The Midwife) con el apoyo de Jonas Bauer y Rola Bauer (Crossing Lines). 
Cocreada por Corinne Marrinan (CSI & Crossing Lines) y Ed McCardie (Shameless), también contará con la participación de los directores Philip John (Downton Abbey), China Moo-Young (Call The Midwife), Colin Teague (The White Queen & Doctor Who), Luke Watson (Shameless) y Pascal Chaumeil (Heartbreaker), y en el área de los escritores: Simon Allen (Hunted), Marston Bloom (Hustle), Chris Dunlop, Lucie Barat y Lucy Catherine. 
La serie es oscura, divertida, sexy y peligrosa y se espera que la serie sea estrenada a mediados del 2015.
En julio del 2016 se anunció que "Movistar+", había adquirido los derechos de emisión en televisión y en plataformas de suscripción de video bajo demanda (SVOD, por sus siglas en inglés) de las series "Spotless", The Five y Section Zéro de la productora francesa Studiocanal.